# Anstruda
Per la santa del mateix nom, vegeu Santa Anstruda
Anstruda   (segle VII - segle VIII (<708)) fou una dama franca de la fi del segle vii, filla de Warattó, majordom de palau de Nèustria, i d'Ansefleda, i esposa de Bercari, també majordom de palau de Nèustria.
A la mort d'Ebroin, majordom del palau de Nèustria, que havia intentat sotmetre els nobles neustris, els grans senyors de Nèustria havien estat d'acord a anomenar majordom de palau a un senyor de feble poder, per tal de guardar la seva independència: havien escollit Warattó. Després de divergències entre Warattó i el seu fill Gislemar, aquest va enderrocar al seu pare, però va ser mort poc després. Warattó va tornar al poder i va morir el 686. Ansefleda, la seva vídua, va fer designar al seu gendre Bercari, el marit d'Anstruda.
Però va esclatar la guerra entre Nèustria i Austràsia i Bercari, poc capaç, fou derrotat a Tertry el juny del 687 davant de Pipí d'Héristal, el majordom de palau d'Austràsia. Ansfleda llavors va fer assassinar Bercari, i després va negociar la pau amb Pipí d'Héristal, i va casar a Adaltruda, filla de Bercari i d'Anstruda Amb Drogó de Xampanya, duc de Xampanya, el fill gran de Pipí d'Héristal.
No se sap el que es va fer després d'Anstruda. El 708, a la mort de Drogó, fou Ansefleda qui es va ocupar de l'educació dels quatre fills de Drogó, el que deixa suposar que la mare (Adaltrude) i l'àvia (Anstruda) havien de ser mortes perquè sigui la besàvia qui se n'ocupa.